# 4431 Holeungholee
4431 Holeungholee eller 1978 WU14 är en asteroid i huvudbältet som upptäcktes den 28 november 1978 av Purple Mountain-observatoriet i Nanjing, Kina. Den är uppkallad efter organisationen Holeungholee.
Asteroiden har en diameter på ungefär 23 kilometer och den tillhör asteroidgruppen Eos.